# Characidium schubarti
Characidium schubarti е вид лъчеперка от семейство Crenuchidae. Видът не е застрашен от изчезване.

## Разпространение и местообитание
Разпространен е в Бразилия.
Обитава сладководни басейни, реки и потоци.

## Описание
На дължина достигат до 51,3 cm.
Популацията на вида е стабилна.